# Пимен (Джорджеску)
Митрополи́т Пи́мен (рум. Mitropolitul Pimen, в миру Петру Джорджеску, рум. Petru Georgescu; 24 октября 1853, село Провица-де-Сус — 12 ноября 1934, Бухарест) — епископ Румынской православной церкви, архиепископ Ясский и митрополит Молдавский (1909—1934), почётный член Румынской академии (1918).

## Биография
Родился 24 октября 1853 года в деревне Провица-де-Сус (ныне в жудеце Прахова). Дедушка был священником, отец был певчим в церкви, а мать была дочерью священника
Учился в начальной школе в своём родном городе. Затем учился в Центральной семинарии в Бухаресте, которую окончил в 1874 году. После того, как он женился, он был рукоположен в сан диакона и служил в церкви святого Василия в Плоешти. Всего через год и несколько месяцев после свадьбы его жена умерла, и Петру Джорджеску остался вдовцом, у него на руках остался был маленький ребёнок.
Однако ему удалось продолжить богословские курсы при материальной и моральной поддержке митрополита и архиепископа Бухарестского, Каллиника (Миклеску), который 1 сентября 1877 года назначил его диаконом Кафедрального собора, а в 1880 году отправил учиться на богословский факультет Черновицкого университета, который он окончил 1884. В 1885 году он защитил там докторскую диссертацию.
После окончания Черновцов он вернулся в Бухарест, где митрополит Каллиник назначил его проповедником. На этом посту молодой богослов Петр Джорджеску отличился, будучи оцененным как духовенством, так и мирянами, в том числе государственными деятелями того времени. В этот период он принимает монашество в Монастыре Кэлдэрушани с наречением имени Пимен. В 1886 году митрополитом Иосифом (Георгианом) был рукоположен в сан иеромонаха, а затем возведён им же в сан архимандрита. Архимандрит Пимен был одним из первых профессоров богословского факультета в Бухаресте, где он преподавал христианскую апологетику, догматическое и символическое богословие. С 1894 года он стал директором Центральной семинарии в Бухаресте, которую он реорганизовал в соответствии с законом 1893 года.
25 января 1895 года решением Священного Синода под председательством митрополита-примаса Геннадия (Петреску) избрал архимандрита Пимена (Джорджеску) викарным епископом Арджеской епархии с титулом «Питештский». 2 февраля того же года в Митрополичьем соборе в Бухаресте состоялась его епископская хиротония
11 февраля 1902 году епископ Пимен был избран на Нижнедунайскую епархию. 3 марта того же года состоялась его интронизация. Он инициировал план административной и пастырской деятельности, посредством которого церковная миссия руководствовалась несколькими компонентами, такими как: конференции с священниками в епархии, подготовка отчётов о деятельности служителей, создание «инспекционных листов о состоянии и деятельности приходов», обязательство возведение мест отправления культа только с разрешения, невмешательство духовенства в политику, реализация статистики о нравственности населения в епархии, морально-религиозное воспитание и т. д. Другим важным достижением епископа Пимена, которое осталось в памяти верующих Галаца, является закладка первого камня кафедрального собора в Галаце, который должен был быть завершен во время освящения 6 августа 1917 года. Двумя другими важными достижениями епископа Пимена на данной кафедре были создание певческой школы в 1903 году и Богословской семинарии им. Апостола Андрея в 1908 году.
Благодаря успешному руководству Нижнедунайской епархией его кандидатура была выдвинута на место архиепископа Ясского и митрополита Молдовского, куда он был избран 5 февраля 1909 году. 15 февраля того же года состоялась его интронизация. Это высокое церковное достоинство представляло вторую позицию в диптихах Румынской православной церкви и заместителя примаса-митрополита Румынии. С самого начала Перовой мировой войны митрополит Пимен обратился к священникам и монахам всей епархии с избранным пастырским письмом, где говорилось: «Идите вперед с крестом в руке, потому что армия — христианская». Во время войны, особенно когда армия, король и правительство были вынуждены отступить в Молдавию, очень трудный период, когда надежда была главным фактором в сохранении последнего удара румынской земли, митрополит Пимен был постоянной поддержкой надежды для румын.
Великое воссоединение 1918 года, увенчанный Великим национальным собранием в Алба-Юлии 1 декабря 1918 года, предоставил митрополиту Пимену возможность начать новую церковную программу.
В 1918 году Румынская академия избрала его почётным членом. В 1919—1925 годы он был председателем Священного Синода Румынской православной церкви и сенатором в румынском Сенате.
В последней части своей жизни митрополит Пимен получил многочисленные награды и награды от румынского государства.
Скончался 12 ноября 1934 года в Бухаресте.